# Liste von Namensreaktionen/S
| Entdecker                                                                            | Jahr                         | Reagenzien | Kurzbeschreibung | Zielmolekül(e) | Quelle                       |
| Sabatier-Senderens-Reduktion                                                         | Sabatier-Senderens-Reduktion | Sabatier-Senderens-Reduktion                                                                                         | Sabatier-Senderens-Reduktion | Sabatier-Senderens-Reduktion                                                                                            | Sabatier-Senderens-Reduktion |
| ------------------------------------------------------------------------------------ | ---------------------------- | --- | --- | --- | ---------------------------- |
| Paul Sabatier, Jean Baptiste Senderens                                               | 1899                         | ungesättigte organische Stoffe (Carbonylverbindungen, Alkene...), Wasserstoff, Nickel                                | Reduktion | gesättigte organische Stoffe (Alkohole, Kohlenwasserstoffe...)                                                          | [ 1 ]                        |
| Reaktionsschema Sabatier-Senderens-Reduktion                                         |                              | | | |                              |
| Sabatier-Reaktion                                                                    |                              | | | |                              |
| Paul Sabatier                                                                        | 1902                         | Kohlenstoffdioxid, Wasserstoff, Nickel-Katalysator                                                                   | Hydrierung | Methan | [ 2 ]                        |
| {\displaystyle {\ce {CO2 + 4 H2 -> CH4 + 2 H2O}}}                                    |                              | | | |                              |
| Saegusa-Cyclisierung                                                                 |                              | | | |                              |
| Takeo Saegusa                                                                        | 1977                         | ortho‐Alkylphenylisocyanide, LDA                                                                                     | Lithiierung der Alkylgruppe, Cyclisierung                                                                                               | Indole | [ 3 ]                        |
| Reaktionsschema Saegusa-Cyclisierung                                                 |                              | | | |                              |
| Saegusa-Oxidation                                                                    |                              | | | |                              |
| Takeo Saegusa                                                                        | 1978                         | Ketone/Aldehyde, Trimethylsilylchlorid, Base, Palladium(II)-acetat                                                   | Oxidation | (E)-konfigurierte α,β-ungesättigte Aldehyde/Ketone                                                                      | [ 4 ]                        |
| Reaktionsschema Saegusa-Oxidation                                                    |                              | | | |                              |
| Sakurai-Reaktion                                                                     |                              | | | |                              |
| siehe Hosomi-Sakurai-Reaktion                                                        |                              | | | |                              |
| Sammes-Annelierung                                                                   |                              | | | |                              |
| Peter G. Sammes                                                                      | 1978                         | Phthalide, Alkene, LDA                                                                                               | Cyclisierung zum 4-Hydroxytetralon, Aromatisierung                                                                                      | Naphthole | [ 5 ]                        |
| Reaktionsschema Sammes-Annelierung                                                   |                              | | | |                              |
| Sandmeyer-Isonitrosoacetanilid-Isatinsynthese                                        |                              | | | |                              |
| Traugott Sandmeyer                                                                   | 1919                         | primäre Arylamine, Chloral, Hydroxylamin, Säure                                                                      | Kondensation zum α-Isonitrosoacetanilid, Cyclisierung                                                                                   | Isatine | [ 6 ]                        |
| Reaktionsschema Sandmeyer-Isonitrosoacetanilid-Isatinsynthese                        |                              | | | |                              |
| Sandmeyer-Diphenylharnstoff-Isatinsynthese                                           |                              | | | |                              |
| Traugott Sandmeyer                                                                   | 1903                         | Diphenylthioharnstoffe, Kaliumcyanid, Bleicarbonat, Ammoniumsulfid, Schwefelsäure                                    | Bildung eines Cyanformamidins, Reaktion zum Thioamid, Ringschluss                                                                       | Isatine | [ 7 ]                        |
| Reaktionsschema Sandmeyer-Diphenylharnstoff-Isatinsynthese                           |                              | | | |                              |
| Sandmeyer-Reaktion                                                                   |                              | | | |                              |
| Traugott Sandmeyer                                                                   | 1884                         | aromatische Amine, Natriumnitrit, Natriumchlorid/-bromid, Kupfer(I)-chlorid/-bromid                                  | Diazotierung, radikalische Substitution                                                                                                 | Chlor-/Bromaromaten | [ 8 ]                        |
| Reaktionsschema Sandmeyer-Reaktion                                                   |                              | | | |                              |
| Sarett-Oxidation                                                                     |                              | | | |                              |
| Lewis Hastings Sarett                                                                | 1953                         | primäre/sekundäre Alkohole, Chromtrioxid, Pyridin                                                                    | Oxidation | Aldehyde/Ketone | [ 9 ]                        |
| Reaktionsschema Sarett-Oxidation                                                     |                              | | | |                              |
| Saucy-Marbet-Reaktion                                                                |                              | | | |                              |
| G. Saucy, R. Marbet                                                                  | 1967                         | Allyl/Alkinyalkohole, Allylether, Säure                                                                              | Reaktion zum Allyl- oder Propargylvinylether, Umlagerung                                                                                | Ketoallene | [ 10 ]                       |
| Reaktionsschema Saucy-Marbet-Reaktion                                                |                              | | | |                              |
| Sauermilch-Oxidation                                                                 |                              | | | |                              |
| Walter Sauermilch                                                                    | 1951                         | Methylpyridine, Sauerstoff, Vanadium(V)-oxid/Molybdän(VI)-oxid (Katalysator)                                         | Oxidation | Pyridincarbaldehyde | [ 11 ]                       |
| Reaktionsschema Sauermilch-Oxidation                                                 |                              | | | |                              |
| Scheiner-Aziridinsynthese                                                            |                              | | | |                              |
| Peter Scheiner                                                                       | 1965/68                      | Azidoverbindungen, Alkene/Sulfoxonium-Ylide                                                                          | Cyclisierung zu 1,2,3-Triazolin, Abspaltung von Stickstoff                                                                              | Aziridine | [ 12 ] [ 13 ]                |
| Reaktionsschema Scheiner-Aziridinsynthese                                            |                              | | | |                              |
| Schenck-En-Reaktion                                                                  |                              | | | |                              |
| Günther Schenck                                                                      | 1955                         | Alkene, Singulett-Sauerstoff                                                                                         | Photooxygenierung | Allylhydroperoxide | [ 14 ]                       |
| Reaktionsschema Schenck-En-Reaktion                                                  |                              | | | |                              |
| Schiemann-Reaktion                                                                   |                              | | | |                              |
| siehe Balz-Schiemann-Reaktion                                                        |                              | | | |                              |
| Schlack-Kumpf-Reaktion (Johnson-Reaktion)                                            |                              | | | |                              |
| P. Schlack, W. Kampf, Treat B. Johnson                                               | 1911/26                      | Peptide, Essigsäureanhydrid, Ammoniumthiocyanat, Natriumhydroxid                                                     | Cyclisierung, Abspaltung von 2-Thiohydanthoin                                                                                           | um eine Aminosäure verkürzte Peptide                                                                                    | [ 15 ] [ 16 ]                |
| Reaktionsschema Schlack-Kumpf-Reaktion                                               |                              | | | |                              |
| Schleyer-Adamantisierung                                                             |                              | | | |                              |
| Paul von Ragué Schleyer                                                              | 1957                         | endo-Tetrahydrodicyclopentadien, Lewis-Säure                                                                         | Umlagerung | Adamantan | [ 17 ]                       |
| Reaktionsschema Schleyer-Adamantisierung                                             |                              | | | |                              |
| Schlittler-Müller-Reaktion                                                           |                              | | | |                              |
| E. Schlittler, Jan-Dirk Müller                                                       | 1948                         | Benzylamine, Glyoxalsemiacetal                                                                                       | Pomeranz-Fritsch-Reaktion | Isochinoline | [ 18 ]                       |
| Reaktionsschema Schlittler-Müller-Reaktion                                           |                              | | | |                              |
| Schlotterbeck-Reaktion                                                               |                              | | | |                              |
| siehe Büchner-Curtius-Schlotterbeck-Reaktion                                         |                              | | | |                              |
| Schmidlin-Ketensynthese                                                              |                              | | | |                              |
| Julius Schmidlin                                                                     | 1910                         | Aceton, Hitze | Zersetzung in der Hitze | Keten | [ 19 ]                       |
| Reaktionsschema Schmidlin-Ketensynthese                                              |                              | | | |                              |
| Schmidt-Glycosidierung                                                               |                              | | | |                              |
| Richard R. Schmidt                                                                   | 1980                         | Monosaccharide, Trichloracetonitril, Hydrid, Alkohole/Phenole, Lewis-Säure                                           | Bildung eines Trichloracetimidates, Glycosidierung                                                                                      | Glycoside | [ 20 ]                       |
| Reaktionsschema Schmidt-Glycosidierung                                               |                              | | | |                              |
| Schmidt-Reaktion                                                                     |                              | | | |                              |
| Karl-Friedrich Schmidt                                                               | 1924                         | Carbonsäuren/Ketone, Schwefelsäure, Stickstoffwasserstoffsäure                                                       | Protonierung, nukleophile Addition, N2-Abspaltung, Hydrolyse                                                                            | Amine/Amide | [ 21 ]                       |
| Reaktionsschema Schmidt-Reaktion                                                     |                              | | | |                              |
| Schmidt-Rutz-Reaktion                                                                |                              | | | |                              |
| Erich Schmidt, Gustav Rutz                                                           | 1928                         | α-Nitroalkoholacetate, Natriumhydrogencarbonat                                                                       | Eliminierung | Nitroalkene | [ 22 ]                       |
| Schmittel-Cyclisierung                                                               |                              | | | |                              |
| Michael Schmittel                                                                    | 1995                         | Hepta-1,2,4-trien-6-yne                                                                                              | intramolekulare C2-C6-Cyclisierung | Indene | [ 23 ]                       |
| Schmitz-Diaziridinsynthese                                                           |                              | | | |                              |
| Ernst Schmitz                                                                        | 1959                         | Aldehyde, tert-Butylhypochlorit, Ammoniak                                                                            | Cyclisierung | Diaziridine | [ 24 ]                       |
| Schöllkopf-Bislactim-Aminosäure-Synthese                                             |                              | | | |                              |
| Ulrich Schöllkopf                                                                    | 1979                         | Glycin, Valin, Trimethyloxoniumtetrafluoroborat, Butyllithium, Alkyliodide, Säure                                    | Bildung eines Bislactimethers, Methylierung, Deprotonierung, nucleophile Substitution, saure Hydrolyse                                  | enantioselektive Aminosäuren                                                                                            | [ 25 ]                       |
| Schöllkopf-Oxazolsynthese                                                            |                              | | | |                              |
| Ulrich Schöllkopf                                                                    | 1971                         | Isocyanide, Acylierungsmittel (z. B. Carbonsäurechloride)                                                            | Kondensation | 4,5-disubstituierte Oxazole                                                                                             | [ 26 ]                       |
| Reaktionsschema Schöllkopf-Oxazolsynthese                                            |                              | | | |                              |
| Scholl-Reaktion                                                                      |                              | | | |                              |
| Roland Scholl                                                                        | 1910                         | Aromaten, Lewis-Säure                                                                                                | Kupplungsreaktion | C-C-Bindung zwischen Aromaten                                                                                           | [ 27 ]                       |
| Reaktionsschema Scholl-Reaktion                                                      |                              | | | |                              |
| Scholtz-Indolizinsynthese                                                            |                              | | | |                              |
| M. Scholtz                                                                           | 1912                         | Pyridinylketone, Aldehyde, Ammoniumacetat                                                                            | Bildung eines Imins, Addition, Cyclisierung                                                                                             | Indolizine | [ 28 ]                       |
| Schönberg-Umlagerung                                                                 |                              | | | |                              |
| Alexander Schönberg                                                                  | 1930                         | Thioncarbonate | thermische Umlagerung | Thiolcarbonate | [ 29 ]                       |
| Schönberg-Reaktion                                                                   |                              | | | |                              |
| Alexander Schönberg                                                                  | 1944                         | o-Chinone, Alkene | photochemische Hetero-Diels-Alder-Reaktion                                                                                              | 1,4-Dioxine | [ 30 ]                       |
| Schorigin-Wanklyn-Reaktion                                                           |                              | | | |                              |
| Paul Schorigin, J. Alfred Wanklyn                                                    | 1858/1907                    | Carbonylverbindungen, Natrium, Alkylhalogenide                                                                       | Bildung eines Natriumalkoholates, Addition                                                                                              | Alkohole | [ 31 ] [ 32 ]                |
| Schotten-Baumann-Methode                                                             |                              | | | |                              |
| Carl Schotten, Eugen Baumann                                                         | 1884/86                      | Amine/Alkohole/Phenole, Carbonsäurechloride, Natronlauge                                                             | Bildung eines Halbacetals, Abspaltung von Chlorid und Proton                                                                            | Carbonsäureester/-amide                                                                                                 | [ 33 ] [ 34 ]                |
| Reaktionsschema Schotten-Baumann-Methode                                             |                              | | | |                              |
| Schreiber-Ozonolyse                                                                  |                              | | | |                              |
| Stuart L. Schreiber                                                                  | 1982                         | Cycloalkene, Ozon, Base                                                                                              | Ringspaltung | je nach Weiterreaktion unterschiedliche funktionale Gruppen an den Enden des Moleküls (Aldehyde, Carbonsäuren, Acetale) | [ 35 ]                       |
| Schwechten-Diazoniumaustausch                                                        |                              | | | |                              |
| Heinz-Werner Schwechten                                                              | 1932                         | Diazoniumsalze, Quecksilber(II)-chlorid/-bromid                                                                      | Bildung eines Qiecksilber-diazonium-halogenides, Abspaltung von Stickstoff                                                              | Alkyl/Aryl-halogenide                                                                                                   | [ 36 ]                       |
| Schwartz-Hydrozirconierung                                                           |                              | | | |                              |
| Jeffrey Schwartz                                                                     | 1974                         | Alkene/Alkine, Schwartz-Reagenz                                                                                      | Addition | Alkyl/Alkenyzirconiumverbindungen                                                                                       | [ 37 ]                       |
| Schweizer-Reaktion                                                                   |                              | | | |                              |
| Edward E. Schweizer                                                                  | 1966                         | Vinyltributylphophoniumsalze, Phthalimid, Base, Aldehyde                                                             | Gabriel-Synthese, Wittig-Reaktion, Hydrolyse                                                                                            | Allylamine | [ 38 ]                       |
| Schweizer-Umlagerung                                                                 |                              | | | |                              |
| Edward E. Schweizer                                                                  | 1978                         | Hydrazone, Propargylphosphoniumsalze, Methyliodid, Ketene/Isocyanate/CS2/Phthalsäureanhydrid                         | Bildung eines Allenylazines, Wittig-Reaktion, thermische Cyclisierung                                                                   | [ 39 ] |                              |
| Screttas-Lithiierung                                                                 |                              | | | |                              |
| Constantinos Screttas                                                                | 1978                         | Alkylphenylsulfide, Lithiumnaphthalid                                                                                | Reduktive Lithiierung | Organolithiumverbindungen                                                                                               | [ 40 ]                       |
| Screttas-Yus-Verfahren                                                               |                              | | | |                              |
| Constantinos Screttas, Miguel Yus                                                    | 1991                         | Alkylchloride, Lithium, Di-tert-butylbiphenyl                                                                        | Reduktive Lithiierung | Organolithiumverbindungen                                                                                               | [ 41 ]                       |
| Semmler-Wolff-Reaktion                                                               |                              | | | |                              |
| Friedrich Wilhelm Semmler, Ludwig Wolff                                              | 1892/1902                    | cyclische α,β-ungesättigte Ketooxime, Essigsäureanhydrid                                                             | Umlagerung | aromatische Amine | [ 42 ] [ 43 ]                |
| Reaktionsschema Semmler-Wolff-Reaktion                                               |                              | | | |                              |
| Serini-Reaktion                                                                      |                              | | | |                              |
| Arthur Serini                                                                        | 1939                         | steroidale 17-Hydroxy-20-essigsäureester, Zink                                                                       | | Steroid-Ketone | [ 44 ]                       |
| Reaktionsschema Serini-Reaktion                                                      |                              | | | |                              |
| Seyferth-Gilbert-Kettenverlängerung                                                  |                              | | | |                              |
| Dietmar Seyferth, John C. Gilbert                                                    | 1970/1979                    | Aldehyde/Ketone, Dimethyl-(diazomethyl)phosphonat, Kalium-tert-butanolat                                             | Deprotonierung, nukleophiler Angriff, Ringschluss und Abspaltung von Dimethylphosphat, Abspaltung von Stickstoff zum Carben, Umlagerung | Alkine | [ 45 ] [ 46 ]                |
| Reaktionsschema Seyferth-Gilbert-Kettenverlängerung                                  |                              | | | |                              |
| Shapiro-Reaktion                                                                     |                              | | | |                              |
| Robert H. Shapiro                                                                    | 1975                         | Ketone, Arylsulfonhydrazide, Lithiumalkyle                                                                           | Bamford-Stevens-Reaktion | Alkene | [ 47 ]                       |
| Reaktionsschema Shapiro-Reaktion                                                     |                              | | | |                              |
| Sharpless-Dihydroxylierung                                                           |                              | | | |                              |
| Barry Sharpless                                                                      | 1988                         | Alkene, Osmium(VIII)-oxid, (DHQ)2PHAL oder (DHQD)2PHAL, NMO                                                          | asymmetrische katalytische Oxidation | cis-vicinale Diole | [ 48 ]                       |
| Reaktionsschema Sharpless-Dihydroxylierung                                           |                              | | | |                              |
| Sharpless-Aminohydroxylierung                                                        |                              | | | |                              |
| Barry Sharpless                                                                      | 1996                         | Alkene, Alkalimetallsalze von N-halogenierten Amiden/Sulfonamiden/Carbamaten, Osmium(VIII)-oxid, DHQ(D)-Verbindungen | asymmetrische katalytische Oxidation | vicinale Aminoalkohole                                                                                                  | [ 49 ]                       |
| Reaktionsschema Sharpless-Aminohydroxylierung                                        |                              | | | |                              |
| Sharpless-Epoxidierung                                                               |                              | | | |                              |
| Barry Sharpless                                                                      | 1980                         | Allylalkohole, Tetraisopropylorthotitanat, tert-Butylhydroperoxid, Weinsäurediethylester                             | asymmetrische Oxidation | ,3-Epoxyalkohole | [ 50 ]                       |
| Reaktionsschema Sharpless-Epoxidierung                                               |                              | | | |                              |
| Sharpless-Olefinsynthese                                                             |                              | | | |                              |
| Barry Sharpless                                                                      | 1973                         | Alkohole, o-Nitrophenylselenocyanat, Tributylphosphin                                                                | Bildung eines Selenides, nukleophile Substitution, oxidative syn-Eliminierung                                                           | Alkene | [ 51 ]                       |
| Shechter-Kaplan-Oxidative-Nitrierung                                                 |                              | | | |                              |
| Harold Shechter, Ralph B. Kaplan                                                     | 1953                         | Nitroalkane, Silbernitrat, Base                                                                                      | Oxidation | vicinale oder geminale Dinitroverbindungen                                                                              | [ 52 ]                       |
| Sheradsky-Umlagerung                                                                 |                              | | | |                              |
| Tuvia Sheradsky                                                                      | 1966                         | N,O-Diphenylhydrazone, Säure                                                                                         | Benzidin-Umlagerung | 4-Phenolaniline | [ 53 ]                       |
| Shestakov-Hydrazinsäure-Synthese                                                     |                              | | | |                              |
| P. Shestakov                                                                         | 1903                         | α-Aminosäuren, Kaliumcyanat, Natriumhypochlorit, Hydrazin                                                            | Addition zum Harnstoff, Oxidation | α-Hydrazincarbonsäuren                                                                                                  | [ 54 ]                       |
| Sherverdina-Kocheshkov-Aminierung                                                    |                              | | | |                              |
| N. J. Sherverdina, Xenofont Kotscheschkow                                            | 1938                         | Alkyl/Aryllithiumverbindungen, Methoxyamin, Methyllithium                                                            | Aminierung | Amine | [ 55 ]                       |
| Shi-Epoxidierung                                                                     |                              | | | |                              |
| Yian Shi                                                                             | 1996                         | Alkene, Peroxomonoschwefelsäure, Shi-Katalysator                                                                     | katalytische asymmetrische Oxidation | enantioselektive Epoxide                                                                                                | [ 56 ]                       |
| Reaktionsschema Shi-Epoxidierung                                                     |                              | | | |                              |
| Shibasaki-Cyclisierung                                                               |                              | | | |                              |
| Masakatsu Shibasaki                                                                  | 1989                         | o-Halogenphenylalkylketone, Titan-Isocyanat-Komplex, Kohlenstoffmonoxid, Tetra(triphenylphosphin)palladium           | Cyclisierung | N-Hetrocyclen | [ 57 ]                       |
| Shiina-Macrolactonisierung                                                           |                              | | | |                              |
| Isamu Shiina                                                                         | 1994                         | ω-Hydroxycarbonsäuren, aromatische Carbonsäureanhydride, Lewis-Säure (Katalysator)                                   | Kondensation, Cyclisierung | Macrolactone | [ 58 ]                       |
| Shilov-Reaktion (Schilow-System)                                                     |                              | | | |                              |
| Alexander Jewgenjewitsch Schilow                                                     | 1977                         | Alkane, Wasser, Platin-Katalysator                                                                                   | C-H-Aktivierung, Oxidation | Alkohole | [ 59 ]                       |
| Shono-Oxidation                                                                      |                              | | | |                              |
| Tatsuya Shono                                                                        | 1981                         | Carbamate, Methanol, Lewis-Säure, Kohlenstoff-Nucleophile                                                            | Anodische Oxidation, Eliminierung von Methanolat zum Iminium-Ion, Addition                                                              | Bildung einer C-C-Bindung in α-Position zur Aminogruppe                                                                 | [ 60 ]                       |
| Reaktionsschema Shono-Oxidation                                                      |                              | | | |                              |
| Siegrist-Stilbensynthese                                                             |                              | | | |                              |
| Adolf Emil Siegrist                                                                  | 1967                         | reaktive Toluole, Benzaniline, Kaliumhydroxid                                                                        | Kondensation | Stilbene | [ 61 ]                       |
| Simonini-Reaktion                                                                    |                              | | | |                              |
| Angelo Simonini                                                                      | 1892                         | Silbercarbonsäurensalze, Iod                                                                                         | Abspaltung von Silberiodid und CO2, nukleophile Substitution                                                                            | Carbonsäureester | [ 62 ]                       |
| Reaktionsschema Simonini-Reaktion                                                    |                              | | | |                              |
| Simmons-Smith-Reaktion                                                               |                              | | | |                              |
| Howard E. Simmons, Ronald D. Smith                                                   | 1958                         | Alkene, Diiodmethan, Zink                                                                                            | Bildung eines Zinkcarbens, Addition an Doppelbindung                                                                                    | Cyclopropane | [ 63 ]                       |
| Reaktionsschema Simmons-Smith-Reaktion                                               |                              | | | |                              |
| Simonis-Chromon-Cyclisierung                                                         |                              | | | |                              |
| H. Simonis                                                                           | 1913                         | Phenole, β-Ketoester, Phosphorpentoxid                                                                               | Pechmann-Kondensation | Chromone | [ 64 ]                       |
| Reaktionsschema Simonis-Chromon-Cyclisierung                                         |                              | | | |                              |
| Simpkins asymmetrische Deprotonierung                                                |                              | | | |                              |
| Nigel S. Simpkins                                                                    | 1991                         | cyclische Ketone, chirale Lithiumamide                                                                               | asymmetrische Deprotonierung | Enole | [ 65 ]                       |
| Skattebøl-Umlagerung                                                                 |                              | | | |                              |
| Lars Skattebøl                                                                       | 1966                         | geminale Dihalogencyclopropane, Lithiumalkyle                                                                        | Umlagerung | Allene | [ 66 ]                       |
| Reaktionsschema Skattebøl-Umlagerung                                                 |                              | | | |                              |
| Skraup-Synthese                                                                      |                              | | | |                              |
| Zdenko Hans Skraup                                                                   | 1880                         | Aniline, Glycerin, Schwefelsäure, Nitrobenzol                                                                        | Bildung einer α,β-ungesättigten Carbonylverbindung, Addition, ringschließende Aldol-Kondensation, Dehydrierung                          | Chinoline | [ 67 ]                       |
| Reaktionsschema Skraup-Synthese                                                      |                              | | | |                              |
| Smiles-Umlagerung                                                                    |                              | | | |                              |
| Samuel Smiles                                                                        | 1931                         | aromatische Sulfone/Sulfide/Ether                                                                                    | intramolekulare, nucleophile aromatische Substitution                                                                                   | | [ 68 ]                       |
| Reaktionsschema Smiles-Umlagerung                                                    |                              | | | |                              |
| Smith-Indolsynthese                                                                  |                              | | | |                              |
| Amos B. Smith                                                                        | 1985                         | ortho-Alkyl-N-trimethylsilylaniline, Butyllithium, Carbonsäureester                                                  | Deprotonierung, Addition ders Esters, Cyclisierung, Aromatisierung                                                                      | Indole | [ 69 ]                       |
| Smith-Middleton-Rozen-Fluorierung                                                    |                              | | | |                              |
| William C. Smith, William J. Middleton, Shlomo Rozen                                 | 1959/75/87                   | Carbonylverbindungen, Schwefeltetrafluorid/DAST/Hydrazin und Iodfluorid                                              | Fluorierung | Difluoride | [ 70 ] [ 71 ] [ 72 ]         |
| Smith-Tietze-Kupplung                                                                |                              | | | |                              |
| Lutz Friedjan Tietze, Amos B. Smith                                                  | 1994                         | silylierte 1,3-Dithiane, Epoxide, Alkyllithiumverbindungen, HMPA/DMPU                                                | Deprotonierung, Kupplung, Brook-Umlagerung                                                                                              | 1,5-Diole | [ 73 ] [ 74 ]                |
| Snieckus-Fries-Umlagerung                                                            |                              | | | |                              |
| Victor Snieckus                                                                      | 1983                         | O-Arylcarbamate, Buthyllithium                                                                                       | anionische Fries-Umlagerung | Hydroxyarylamide | [ 75 ]                       |
| Snieckus-ortho-Metallierung                                                          |                              | | | |                              |
| Victor Snieckus                                                                      | 1939/80                      | Aromaten, Lithiumalkylverbindungen                                                                                   | elektrophile aromatische Substitution                                                                                                   | ortho-metallierte Aromaten                                                                                              | [ 76 ] [ 77 ]                |
| Snieckus-Phenolsynthese                                                              |                              | | | |                              |
| Victor Snieckus                                                                      | 1986                         | o-Allylbenzamide, Methyllithium                                                                                      | Cyclisierung | Naphthole | [ 78 ]                       |
| Soai-Reaktion                                                                        |                              | | | |                              |
| Kensō Soai                                                                           | 1995                         | Pyrimidin-5-carbaldehyd, Diisopropylzink                                                                             | asymmetrische, autokatalytische Alkylierung                                                                                             | Alkohole | [ 79 ]                       |
| Reaktionsschema Soai-Reaktion                                                        |                              | | | |                              |
| Sommelet-Reaktion                                                                    |                              | | | |                              |
| Marcel Sommelet                                                                      | 1913                         | Alkylhalogenide, Hexamethyltetramin, Säure                                                                           | nukleophile Substitution zum Hexaminiumsalz, Deprotonierung mit Imin-Bildung, Hydrolyse                                                 | Aldehyde | [ 80 ]                       |
| Reaktionsschema Sommelet-Reaktion                                                    |                              | | | |                              |
| Sommelet-Hauser-Umlagerung                                                           |                              | | | |                              |
| Marcel Sommelet, Charles R. Hauser                                                   | 1937/51                      | quartäre Benzylammoniumsalze, Natriumamid                                                                            | Umlagerung | tertiäre Amine | [ 81 ] [ 82 ]                |
| Reaktionsschema Sommelet-Hauser-Umlagerung                                           |                              | | | |                              |
| Sonn-Müller-Methode                                                                  |                              | | | |                              |
| Adolf Sonn, Ernst Müller                                                             | 1919                         | aromatische Anilide, Phosphor(V)-chlorid, Zinn(II)-chlorid, Salzsäure                                                | Addition von Phosphor(V)-oxid, Eliminierung von Phosphoroxychlorid und Salzsäure, Reduktion, Protonierung, Hydrolyse                    | aromatische Aldehyde | [ 83 ]                       |
| Reaktionsschema Sonn-Müller-Methode                                                  |                              | | | |                              |
| Sonogashira-Kupplung                                                                 |                              | | | |                              |
| Kenkichi Sonogashira                                                                 | 1975                         | Arylhalogenide, endständige Alkine, Pd(0)-Komplex, Kupferhalogenid                                                   | Kupplung | Arylalkine | [ 84 ]                       |
| Reaktionsschema Sonogashira-Kupplung                                                 |                              | | | |                              |
| Spengler-Pfannenstiel-Oxidation                                                      |                              | | | |                              |
| Oskar Spengler, Adolf Pfannenstiel                                                   | 1934                         | reduktive Zucker, alkalische Lösung, Sauerstoff                                                                      | Oxidation, Abspaltung von Ameisensäure                                                                                                  | Aldonsäuren | [ 85 ]                       |
| Staedel-Rügheimer-Pyrazinsynthese                                                    |                              | | | |                              |
| Wilhelm Staedel, Leopold Rügheimer                                                   | 1876                         | α-Halogenketone, Ammoniak                                                                                            | Kondensation, Cyclisierung, Oxidation                                                                                                   | Pyrazine | [ 86 ]                       |
| Staudinger-Keten-Cycloaddition                                                       |                              | | | |                              |
| Hermann Staudinger                                                                   | 1907                         | Imine, Ketene | [2+2]-Cycloaddition | β-Lactam | [ 87 ]                       |
| Reaktionsschema Staudinger-Keten-Cycloaddition                                       |                              | | | |                              |
| Staudinger-Reaktion                                                                  |                              | | | |                              |
| Hermann Staudinger                                                                   | 1919                         | Azide, Triphenylphosphan                                                                                             | nukleophiler Angriff am Azid, Bildung eines Vierring, Abspaltung von Stickstoff, wässrige Aufarbeitung                                  | primäre Amine | [ 88 ]                       |
| Reaktionsschema Staudinger-Reaktion                                                  |                              | | | |                              |
| Staudinger-Pfenninger-Synthese                                                       |                              | | | |                              |
| Hermann Staudinger , F. Pfenninger                                                   | 1916                         | Diazomethan, Schwefeldioxid/Sulfene                                                                                  | Cyclisierung | Thiirane | [ 89 ]                       |
| Staunton-Weinreb-Annelierung                                                         |                              | | | |                              |
| Jim Staunton, Steven M. Weinreb                                                      | 1979                         | o-Toluate, α,β-ungesättigte Ketone/Ester, LDA                                                                        | Michael-Addition, Dieckmann-Kondensation, Aromatisierung                                                                                | Tricyclen | [ 90 ] [ 91 ]                |
| Stec-Reaktion                                                                        |                              | | | |                              |
| Wojciech J. Stec                                                                     | 1976                         | Dialkyphosphoramidate, Carbonylverbindungen                                                                          | Horner-Wadsworth-Emmons-Reaktion | P-chirale Biophosphate                                                                                                  | [ 92 ]                       |
| Steglich-Umlagerung                                                                  |                              | | | |                              |
| Wolfgang Steglich                                                                    | 1968                         | 5-Carboxyloxazole, 4-(Dimethylamino)pyridin                                                                          | Umlagerung | 4- oder 2-Carboxylazlactone                                                                                             | [ 93 ]                       |
| Steglich-Veresterung                                                                 |                              | | | |                              |
| Wolfgang Steglich                                                                    | 1978                         | Carbonsäuren, Alkohole, Dicyclohexylcarbodiimid, 4-Dimethylaminopyridin                                              | | Carbonsäureester | [ 94 ]                       |
| Reaktionsschema Steglich-Veresterung                                                 |                              | | | |                              |
| Stelzer-Reaktion                                                                     |                              | | | |                              |
| Othmar Stelzer                                                                       | 1998                         | Phosphine, Arylhalogenide/-triflate                                                                                  | Kreuzkupplung | Bildung einer C-P-Bindung                                                                                               | [ 95 ]                       |
| Stephens-Castro-Kupplung                                                             |                              | | | |                              |
| siehe Castro-Stephens-Kupplung                                                       |                              | | | |                              |
| Stephen-Reduktion                                                                    |                              | | | |                              |
| Henry Stephen                                                                        | 1925                         | Nitrile, Zinn(II)-chlorid, Chlorwasserstoff                                                                          | Reduktion | Aldehyde | [ 96 ]                       |
| Stetter-Reaktion                                                                     |                              | | | |                              |
| Hermann Stetter                                                                      | 1973                         | Aldehyde, α,β-ungesättigtes Ketone, Cyanide                                                                          | Addition des Cyanids, Michael-Reaktion, Eliminierung des Cyanids                                                                        | 1,4-Diketone | [ 97 ]                       |
| Reaktionsschema Stetter-Reaktion                                                     |                              | | | |                              |
| Stevens-Umlagerung                                                                   |                              | | | |                              |
| Thomas Stevens Stevens                                                               | 1928                         | Quartäre Ammoniumsalze oder Sulfoniumsalze, Base                                                                     | [1,2]-Umlagerung | Amine | [ 98 ]                       |
| Reaktionsschema Stevens-Umlagerung                                                   |                              | | | |                              |
| Stieglitz-Umlagerung                                                                 |                              | | | |                              |
| Julius Stieglitz                                                                     | 1913                         | Triarylmethylamine, Säure                                                                                            | 1,2-Umlagerung | Triarylimine | [ 99 ]                       |
| Reaktionsschema Stieglitz-Umlagerung                                                 |                              | | | |                              |
| Stiles-Sisti-Formylierung                                                            |                              | | | |                              |
| Martin Stiles, Anthony J. Sisti                                                      | 1960                         | Grignard-Verbindungen, p-Dimethylaminobenzaldehyd, Diazoniumsalz                                                     | Kupplung unter Bildung eines Alkohols, Bildung einer Diazoverbindung                                                                    | Aldehyde | [ 100 ]                      |
| Stille-Kupplung                                                                      |                              | | | |                              |
| John Kenneth Stille                                                                  | 1978                         | Organische Zinnverbindungen, sp2-hybridisierte Alkylhalogenverbindungen, Pd(0)-Komplex                               | Kupplungsreaktion | Bildung einer C-C-Verbindung                                                                                            | [ 101 ]                      |
| {\displaystyle \mathrm {R\!-SnR'_{3}+R''\!-X\ \longrightarrow R\!-R''+\ XSnR'_{3}} } |                              | | | |                              |
| Carbonylierende Stille-Kupplung                                                      |                              | | | |                              |
| John Kenneth Stille                                                                  | 1984                         | Organische Zinnverbindungen, sp2-hybridisierte Alkylhalogenverbindungen, Pd(0)-Komplex, Kohlenstoffmonoxid           | Kupplungsreaktion | Bildung einer Carbonylverbindung                                                                                        | [ 102 ]                      |
| Stille-Kelly-Kupplung                                                                |                              | | | |                              |
| John Kenneth Stille, T. Ross Kelly                                                   | 1990                         | sp2-hybridisierte Alkylhalogenverbindungen, Distannane, Pd(0)-Komplex,                                               | intramolekulare Stille-Kupplung | Ringbildung | [ 103 ]                      |
| Still-Gennari-Phosphonatreaktion                                                     |                              | | | |                              |
| W. Clark Still, Cesare Gennari                                                       | 1983                         | Aldehyde/Ketone, Trifluorethylphophonate, KHMDS/[18]-Krone-6                                                         | Horner-Wadsworth-Emmons-Reaktion | (Z)-Alkene | [ 104 ]                      |
| Reaktionsschema Still-Gennari-Phosphonatreaktion                                     |                              | | | |                              |
| Still-Wittig-Umlagerung                                                              |                              | | | |                              |
| W. Clark Still                                                                       | 1978                         | Allylalkohole, Iodmethyltributylzinn, Alkyllithiumverbindungen                                                       | Bildung eines Tributhylzinnverbindung, Deprotonierung, [2,3]-Umlagerung                                                                 | Z-Homoallylalkohole | [ 105 ]                      |
| Stobbe-Kondensation                                                                  |                              | | | |                              |
| Hans Stobbe                                                                          | 1893                         | Bernsteinsäurediester, Aldehyde/Ketone, Base                                                                         | Aldol-Kondensation | α,β-ungesättigte Ester                                                                                                  | [ 106 ]                      |
| Reaktionsschema Stobbe-Kondensation                                                  |                              | | | |                              |
| Stollé-Becker-Synthese                                                               |                              | | | |                              |
| Robert Stollé, W. Becker                                                             | 1924                         | N-Benzylidenaminoisatine, Base                                                                                       | | 3-Phenyl-4-carboxylcinnoline                                                                                            | [ 107 ]                      |
| Stollé-Synthese                                                                      |                              | | | |                              |
| Robert Stollé                                                                        | 1913                         | Arylamine, α-halogenierte Carbonsäurechloride/Oxalylchlorid, Aluminiumtrichlorid                                     | Bildung eines Arylamides, Cyclisierung                                                                                                  | Indol-Derivate | [ 108 ]                      |
| Reaktionsschema Stollé-Synthese                                                      |                              | | | |                              |
| Stone-Wales-Umlagerung                                                               |                              | | | |                              |
| Anthony J. Stone, David J. Wales                                                     | 1986                         | Fullerene | radikalische Umlagerung bei hohen Temperaturen                                                                                          | andere Fulleren-Strukturen                                                                                              | [ 109 ]                      |
| Stork-Reaktion                                                                       |                              | | | |                              |
| Gilbert Stork                                                                        | 1954                         | Carbonylverbindungen, Pyrrolidin, Alkylhalogenverbindungen                                                           | Bildung eines Enamins, Michael-Addition, Hydrolyse                                                                                      | α-substituierte Carbonylverbindungen                                                                                    | [ 110 ]                      |
| Reaktionsschema Stork-Reaktion                                                       |                              | | | |                              |
| Stork-Crabtree-Hydrierung                                                            |                              | | | |                              |
| Gilbert Stork, Robert H. Crabtree                                                    | 1979/83                      | Alkene, Crabtree-Katalysator, Wasserstoff                                                                            | Hydrierung | Alkanen | [ 111 ] [ 112 ]              |
| Stork-Cyanhydrin-Alkylierung                                                         |                              | | | |                              |
| Gilbert Stork                                                                        | 1971                         | Aldehyde, Kaliumcyanid/Methylvinylether oder Trimethylsilylcyanid, LDA, Ketone oder Halogenalkane                    | Bildung eines Cyanhydrins, Alkylierung oder Michael-Reaktion                                                                            | Ketone | [ 113 ]                      |
| Stork-Zhao-Wittig-Reaktion                                                           |                              | | | |                              |
| Gilbert Stork, Kang Zhao                                                             | 1989                         | Aldehyde, Iodomethytriphenylphosphan, Base                                                                           | Wittig-Reaktion | Vinyliodide | [ 114 ]                      |
| Story-Methode                                                                        |                              | | | |                              |
| Paul R. Story                                                                        | 1968                         | Cycloketone, Wasserstoffperoxid                                                                                      | Bildung von Cycloperoxiden, thermische Zersetzung                                                                                       | Macrocyclen und Macrolactone                                                                                            | [ 115 ]                      |
| Straus-Kupplung                                                                      |                              | | | |                              |
| Fritz Straus                                                                         | 1905                         | terminale Alkine, Kupferhalogenide, kein Sauerstoff                                                                  | Kupplungsreaktion | Enine | [ 116 ]                      |
| Strecker-Abbau                                                                       |                              | | | |                              |
| Adolph Strecker                                                                      | 1862                         | Aminosäuren, Oxidationsmittel (z. B. Alloxan)                                                                        | Oxidation, Hydrolyse | Aldehyde/Ketone | [ 117 ]                      |
| Reaktionsschema Strecker-Abbau                                                       |                              | | | |                              |
| Strecker-Sulfit-Alkylierung (Strecker-Reaktion)                                      |                              | | | |                              |
| Adolph Strecker                                                                      | 1868                         | Alkylhalogenide, Alkalisulfite, Iodide                                                                               | | Alkylsulfonate | [ 118 ]                      |
| Strecker-Synthese                                                                    |                              | | | |                              |
| Adolph Strecker                                                                      | 1850                         | Aldehyde, Ammoniak, Cyanwasserstoff, Säure                                                                           | Mannich-Reaktion, Hydrolyse | Aminosäuren | [ 119 ]                      |
| Reaktionsschema Strecker-Synthese                                                    |                              | | | |                              |
| Stryker-Reduktion                                                                    |                              | | | |                              |
| Jeffrey M. Stryker                                                                   | 1988                         | α,β-ungesättigte Carbonylverbindungen, Strykers Reagenz (Kupferhydrid-Triphenylphosphin-Komplex)                     | regioselektive Reduktion des Alkens, auch mit Trimethylsilylierung                                                                      | Carbonylverbindungen | [ 120 ]                      |
| Suarez-Spaltung (Suarez-Reaktion)                                                    |                              | | | |                              |
| Ernesto Suárez                                                                       | 1984                         | Hydroxyhaltige Verbindungen, hypervalente Iodverbindungen                                                            | photoinduzierte Spaltung | auerstoffzentrierte Radikale                                                                                            | [ 121 ]                      |
| Sugasawa-Indolsynthese                                                               |                              | | | |                              |
| Tsutomu Sugasawa                                                                     | 1979                         | Aniline, Chloracetonitril, Bortrichlorid, Natriumborhydrid                                                           | Acylierung, Reduktion, Cyclisierung | Indole | [ 122 ]                      |
| Reaktionsschema Sugasawa-Indolsynthese                                               |                              | | | |                              |
| Sugasawa-Reaktion                                                                    |                              | | | |                              |
| Tsutomu Sugasawa                                                                     | 1978                         | Aniline, Nitrile, Bortrichlorid, Lewis-Säure                                                                         | elektrophile aromatische Substitution                                                                                                   | ortho-Acylaniline | [ 123 ]                      |
| Sundberg-Indolsynthese                                                               |                              | | | |                              |
| Richard J. Sundberg                                                                  | 1972                         | o-Azidostyrene | Thermolyse | Indole | [ 124 ]                      |
| Surzur-Tanner-Umlagerung                                                             |                              | | | |                              |
| Jean-Marie Surzur, Dennis D. Tanner                                                  | 1969/70                      | β-(Acyloxy)alkylverbindungen, Tributylzinnhydrid, AIBN                                                               | 1,2-radikalische Umlagerung | | [ 125 ] [ 126 ]              |
| Süs-Reaktion                                                                         |                              | | | |                              |
| Oskar Süs                                                                            | 1962                         | ortho-Chinondiazide                                                                                                  | photochemische oder thermische Stickstoff-Abspaltung, Umlagerung unter Ringverengung                                                    | Inden-Ketene | [ 127 ]                      |
| Suzuki-Kupplung                                                                      |                              | | | |                              |
| Akira Suzuki                                                                         | 1979                         | Organoboranverbindungen, Halogenaromaten/-vinylverbindungen, Pd(0)-Phosphankomplex, Base                             | Kupplungsreaktion | Bildung einer C-C-Bindung                                                                                               | [ 128 ]                      |
| Reaktionsschema Suzuki-Kupplung                                                      |                              | | | |                              |
| Suzuki-Hydrierung                                                                    |                              | | | |                              |
| Schuichi Suzuki                                                                      | 1969                         | Aromatische Nitrile/Amide, Natriumborhydrid, Cobalt(II)-chlorid                                                      | Reduktion | primäre Amine | [ 129 ]                      |
| Swarts-Reaktion                                                                      |                              | | | |                              |
| Frédéric Swarts                                                                      | 1892                         | organische Polychloride, Antimon(III)-fluorid, Antimon(V)-chlorid/Chlor                                              | Oxidation zu Antimondichloridtrifluorid, Halogenaustausch                                                                               | Fluor- und Chlorfluorkohlenwasserstoffe                                                                                 | [ 130 ]                      |
| Reaktionsschema Swarts-Reaktion                                                      |                              | | | |                              |
| Swern-Oxidation                                                                      |                              | | | |                              |
| Daniel Swern                                                                         | 1978                         | Alkohole, Dimethylsulfoxid, Oxalylchlorid, Triethylamin                                                              | Oxidation | Aldehyde/Ketone | [ 131 ]                      |
| Reaktionsschema Swern-Oxidation                                                      |                              | | | |                              |
| Szarvasy-Schöpf-Carbomethoxylierung                                                  |                              | | | |                              |
| Emerich Szarvasy, Clemens Schöpf                                                     | 1897/1948                    | aktivierte CH-Gruppen, Methoxymagnesiummethylcarbonat, CO2, Imine                                                    | Carboxylierung, Addition an Imin unter CO2-Abgabe                                                                                       | Bildung einer C-C-Bindung                                                                                               | [ 132 ] [ 133 ]              |